# Evangeliumskirche (München)

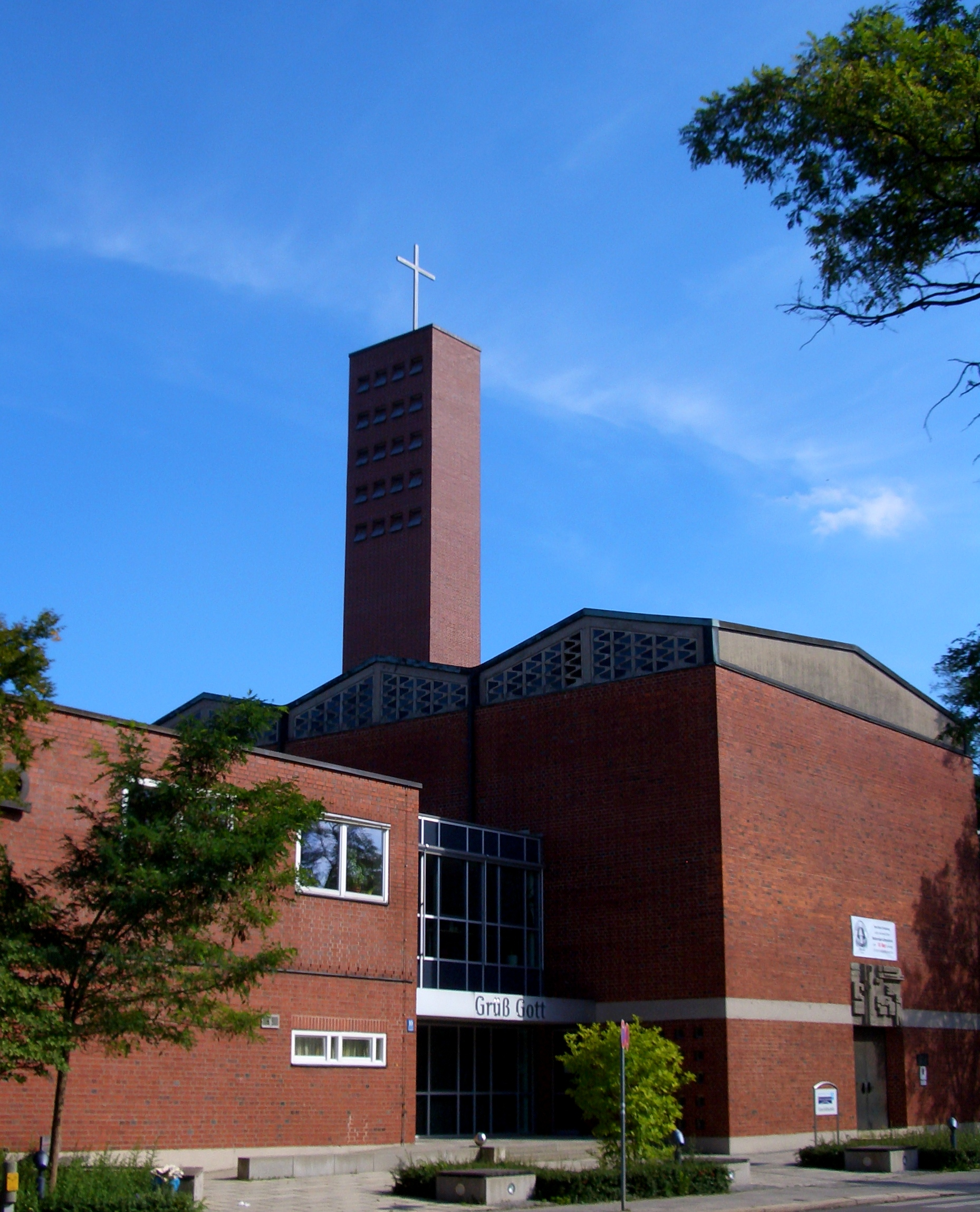
Evangeliumskirche im Hasenbergl

Die Evangeliumskirche ist ein evangelisch-lutherischer Sakralbau im Münchner Stadtteil Hasenbergl. Sie wurde am 2. Dezember 1962 eingeweiht. Seit 1969 befindet sich hier auch die Verwaltung des Prodekanats München Nord. Zur Gesamtanlage gehören noch das Pfarramt, die Pfarrwohnungen und das Grüß-Gott-Haus mit den Jugendräumen. Zusätzlich betreut die Evangeliumskirche die Simeonskapelle im nahe gelegenen Augustinum-Wohnstift.

## Architektur
Die von den beiden Architekten Helmut von Werz und Johann-Christoph Ottow geplante Kirche wurde ohne Kelleretage innerhalb von 8 Monaten erbaut. Das 35 m lange und 15 m breite Kirchenschiff bietet Platz für 500 Kirchenbesucher. Von außen ist die Kirche ein roter Backsteinbau mit Stahlbetonskelett. Der Chorraum besitzt 12 Meter hohe Kirchenfenster.
Die Gestaltung des Innenraums kreist um heilige Zahl Sieben:
- Altar mit einem siebenarmigen schmiedeeisernen Leuchter
- Christusgestalt mit 7 Feuerflammen und 7 Sternen im Hintergrund
- Wandteppiche mit den 7 Werken der Barmherzigkeit
- Abbildung der 7 Schöpfungstage an der Empore.
- Turmkreuz: 7 Meter hoch und 7 Zentner schwer

### Turmkreuz
Am 30. August 1962 wurde das Turmkreuz angebracht. Die Montage des massiven Kreuzes erfolgte durch einen Hubschrauber der Bundeswehr und wurde im Fernsehen übertragen. Im Dezember 2006 wurde das alte Kreuz durch ein leichteres, von innen heraus beleuchtetes und daher weit sichtbares Kreuz ersetzt.

### Umbau zur Diakoniekirche
Die Evangeliumskirche war bei ihrer Einweihung 1962 für eine Gemeindegröße von 7.500 Menschen ausgelegt. 2022 zählte sie noch 1.600 Mitglieder. In den Jahren 2021–22 fand daher ein durchgreifender Umbau der Kirche zur „ersten Diakoniekirche Bayerns“ statt, um eine „enge Verzahnung von kirchlichen und diakonischen Angeboten und dem Gemeindeleben sowie eine stärkere Öffnung ins Viertel“ zu ermöglichen.  Die Umbaumaßnahmen umfassten eine Verkleinerung des Kirchenraums und den Einbau von Gemeinderäumen auf drei Stockwerken im hinteren Drittel der Kirche.

## Orgel

Die Orgel

Die Orgel wurde 1968 mit 20 Registern zuzüglich zwei Transmissionen auf zwei Manualen und Pedal von Gerhard Schmid gebaut. 1972 erweiterte er das Instrument um ein Rückpositiv mit sechs Registern. Die Disposition lautet jetzt:
| I Rückpositiv C–g3 |      |
| Holzgedackt        | 8′   |
| Prästant           | 4′   |
| Kleinpommer        | 2′   |
| Oktave             | 1′   |
| Zimbel III         | 1⁄2′ |
| Krummhorn          | 8′   |
| Tremulant          |      |

| II Hauptwerk C–g3 |       |
| Gedackt           | 16′   |
| Prinzipal         | 8′    |
| Spitzflöte        | 8′    |
| Oktave            | 4′    |
| Schwiegel         | 2′    |
| Mixtur IV         | 1 ⁄3′ |
| Trompete          | 8′    |

| III Brustwerk C–g3 |        |
| Rohrflöte          | 8′     |
| Weidenpfeife       | 8′     |
| Blockflöte         | 4′     |
| Nasat              | 2 ⁄3′  |
| Prinzipal          | 2′     |
| Terz               | 1 3⁄5′ |
| Septime            | 1 ⁄7′  |
| Scharf III         | 1′     |
| Tremulant          |        |

| Pedal C–f1      |       |  |
| Subbaß          | 16′   |  |
| Oktave          | 8′    |  |
| Flötbaß (Tr.)   | 8′    |  |
| Choralbaß (Tr.) | 4′    |  |
| Rohrpfeife      | 2′    |  |
| Rauschbaß III   | 2 ⁄3′ |  |
| Trompete        | 8′    |  |

- Koppeln: III/II, I/II, III/P, II/P, I/P
- Bemerkungen: Schleiflade, mechanische Spiel- und Registertraktur, Spielschrank

Anmerkungen
Tr. = Transmission

## Glocken
Im Turm hängt ein fünfstimmiges Bronzegeläute der Erdinger Glockengießerei mit Schlagtonfolge f1 - g1 - b1 - c2 - d2.

## Pfarrer (seit 1969 Prodekane)
- 1963 Otto Steiner
- 1983 Heimo Liebl
- 1986 Helmut Ruhwandl
- 1993 Roderich Diez
- 2003 Uli Seegenschmiedt
- 2018 Felix Reuter